# ХьонА
Кім Хьона (кор. 김현아, 金泫雅, Gim Hyeona, Kim Hyun-a, нар. 6 червня 1992, Сеул, Південна Корея), більш відома як HyunA — південнокорейська співачка, танцівниця, модель, колишня учасниця гурту 4Minute. До середини 2007 року була учасницею гурту Wonder Girls. Співпрацювала з лейблом Cube Entertainment. У 2016 році покинула компанію через скандал про її стосунки з екс-учасником гурту Pentagon.

## Біографія

### 1992–2009: Ранні роки та початок кар'єри
4 січня 2010 Хьона дебютувала сольно, записавши пісню «Change», кліп до якої потрапив під цензуру через «провокативність танцю» співачки. Пізніше вийшли успішніші сингли «Love Parade» і «Outlaw in the Wild». 2011 року, після декількох тизерів і появи на телебаченні, Хьона випустила свій перший сольний альбом Bubble Pop!, до якого увійшло 5 пісень. 24 листопада 2011 Cube Entertaiment представив другий альбом співачки — Trouble Maker (спільно з гуртом Beast). 2012 року Хьона здобула світову популярність завдяки появі в кліпі PSY на пісню «Gangnam Style»; згодом вони випустили спільний кліп «Oppa Is Just My Style». 

## Дискографія
- 2011: Bubble Pop!
- 2012: Melting
- 2014: A Talk
- 2015: A+
- 2016: A'wesome
- 2017: Lip & Hip
- 2017: BABE(베베)
- 2019: FLOWER SHOWER